# Erythrolamprus taeniurus
Erythrolamprus taeniurus är en ormart som beskrevs av Tschudi 1845. Erythrolamprus taeniurus ingår i släktet Erythrolamprus och familjen snokar. Inga underarter finns listade i Catalogue of Life.
Denna orm förekommer i Anderna i Peru och Bolivia samt kanske i Ecuador. Arten lever i bergstrakter mellan 1000 och 3000 meter över havet. Individerna vistas i molnskogar och i andra fuktiga skogar. De besöker även angränsande landskap. Födan utgörs av små ryggradsdjur. Honor lägger troligtvis ägg.
Beståndet hotas regionalt av skogsröjningar. Hela populationen antas vara stor. IUCN listar arten som livskraftig (LC).